# Ilsenbach (Naturschutzgebiet)
Das Naturschutzgebiet Ilsenbach ist ein Naturschutzgebiet in der Stadt Lügde im Kreis Lippe mit einer Größe von rund 43,2 ha. Es stellt das Tal im Verlauf des Ilsenbachs, der in seinem Oberlauf Hammelbach genannt wird, unter Schutz. Das zwischen Falkenhagen und Elbrinxen verlaufende Gebiet wird mit der Nummer LIP-049 geführt.
Das Gebiet wurde insbesondere zur Erhaltung und Entwicklung des besonders ausgeprägten Talsystems mit seinen naturnahen und unverbauten und teilweise stark mäandrierendem Bachverlauf, des Nass- und Feuchtgrünlands und des Erlenauwalds geschützt. Der Ilsenbach gilt in diesem Bereich als gering belastet.